# Никола Груєвський
Никола Груєвський (мак. Никола Груевски; нар. 31 серпня 1970, Скоп'є, СФРЮ) — прем'єр-міністр Північної Македонії з 27 серпня 2006 року по 15 січня 2016 року.

## Біографія
Никола Груєвський народився 1970 року в Скоп'є. В період 1989—1994 років навчався на економічному факультеті Університету Святого Климента Орхидського в Бітолі. 1996 року закінчив Лондонський інститут цінних паперів. 2006 року — магістр економічних наук Університету Святих Кирила і Мефодія в Скоп'є. 1998 року заснував і очолив боксерську асоціацію Республіки Македонії.
З 1998 до 1999 року — міністр без портфеля і міністр торгівлі Республіки Македонії. З грудня 1999 року по листопад 2002 року — міністр фінансів Республіки Македонії (в уряді Любчо Георгієвського). Одночасно був керуючим від Республіки Македонії у Світовому банку і Європейському банку реконструкції і розвитку. Провів реформу фінансової системи країни, після чого його визнали найкращим міністром фінансів Республіки Македонії за весь час існування держави.
В період 2000—2002 років очолював Державну комісію з цінних паперів. З вересня 2002 року по серпень 2006 року — депутат парламенту Республіки Македонії. До травня 2003 року — заступник голови партії ВМРО-ДПМНЄ. З травня 2003 року — голова ВМРО-ДПМНЄ.
27 серпня 2006 року призначений прем'єр-міністром Республіки Македонії.